# 老子河上公章句
《老子河上公章句》又稱《老子河上公注》，老子《道德經》的注釋，托名戰國時神人河上丈人所撰，實際成書年代學者未有定論，有兩漢之際、東漢、東晉、南齊等多種說法，意見紛紜，亦有學者提出分階段成書說。《河上公章句》秉持無為治國、清靜養生的觀點，主張清虛無為的自然之道，常以治國與治身並舉，養生方術有行氣、固精、養神三項。南朝及隋唐時，《河上公章句》地位崇高，是道藏太玄部的核心經典，為道士必須傳授和誦習的經文，後世廣為流傳，版本眾多，善本有敦煌手抄殘本、日本慶長頃活字本、宋代建安虞氏刊本、宋代劉氏麻沙本及《正統道藏》本。

## 年代與作者
道教傳說，《河上公章句》為戰國時道家神人河上丈人（又稱河上公）所撰，西漢時，河上公授書予漢文帝:1、4。現代學者認為此書出於偽託，而其實際成書年代未有定論。吳相武認為《河上公章句》成書於兩漢之際:237，陳金梁認為成書於東漢:114，王卡推斷成書於東漢中後期:3，王明指出為後漢桓、靈時所作:297，武內義雄和內藤幹治認為是東晉葛洪或葛洪族人所作，而島邦男推測作者是南齊隱士仇岳:212。也有學者認為《河上公章句》是分階段形成的，楠山春樹和小林正美都認為，原本《河上公注》或《河上丈人注》成書於東漢末年:254、257，專講述道家的治國論與養生說，後來附加上道教的養生說與體內神思想，成為後世通行的《河上公章句》:241、250；至於改寫者，小林正美推測是劉宋時天師道「三洞派」道士，而楠山春樹則推斷是六朝末茅山派道士:246、256。

## 內容與思想
《河上公章句》以無為治國、清靜養生的觀點解釋《道德經》，認為天道與人事相通，治國與治身之道相同，兩者都本於清虛無為的自然之道:8。作者相信天人相通，常以治國與治身並舉，「聖人治國與治身同也」。天道自然無為，治國的目的在於安定人民，使國家太平長久，要點在愛惜民財，不要奢侈淫佚，黷武濫刑。治身的目的在於身心清靜安寧，達到長生長壽，要旨在於愛氣養神，除情去欲，不要勞煩與放縱。二者共同之處在於皆效法自然，「無為養神，無事安民」:11。書中解釋天地萬物生成過程，用漢代流行的元氣自然論:9。
《河上公章句》兼論治國與治身之道，重點卻在治身養生:11，治身的目的是長生久壽:304、307，養生方術有行氣、固精、養神三項。關於行氣術，作者認為人禀天地之「和氣」而生，和氣散則死亡，故善養生者必須保養和氣，保存方法在於調節口鼻呼吸，使呼吸輕柔緩慢:14、12；若呼吸急疾，則會傷害精神:308。關於房中術，《河上公注》稱精液為「精氣」，保養精氣的方法，是在性交時減少射精，勿使精氣泄漏，以致還精補腦。關於保養精神之道，《河上公注》所謂的精神，也指駐守人體五臟中的神靈:13-14。神靈統治體內，有如君主統治國家:244。人的精神容易受外界的聲色財物誘惑，產生嗜欲貪念，使精神操勞，離形而去，以致有生命危險:13。欲長生者不只要節制情欲，必須恬靜寡欲:313、311，除情去欲，保持五臟安虛，精神安靜，形神不離:13。

## 地位
《河上公章句》上承漢代黃老道家之學，下啟魏晉神仙道教，廣泛傳布，影響甚大:14、3、6。漢末張魯撰寫《老子想爾注》，間中沿用《河上公注》的意思:79；南齊顧歡注釋老子，也參照了《河上公注》。南朝時，道士按《道德經》、《河上公章句》和《老子想爾注》的順序逐步傳授和誦讀:237、231，三書構成道藏三洞四輔太玄部的核心經典，成為道士必須傳授修習的經書。唐朝初年，官方學校教授《道德經》，乃用《河上公注》本:6-7，道士王玄辯撰有《老子河上公釋義》十卷。719年，《河上公章句》在官學中被唐玄宗《御注道德經》取代。唐代以後，《河上公注》和王弼注二家，並為《道德經》主要注本，廣為流傳:16、7-8。但《河上公注》也受一些學者如唐代劉知幾、宋代晁公武、清代姚鼐斥責為偽書:89。

## 版本
《河上公章句》古版本有數十種，可分為六大類：一．敦煌文獻有手抄殘本3份：S477、S4681-P2639、S3926；二．日本舊抄本和刻本，如慶長頃活字本等，這系列版本比較接近唐代抄本的原貌，並附有題為葛洪所撰的序文，為其他中國版本所無；三．宋刻本，包括宋建安虞氏刊本，及宋劉氏麻沙本；四．纂圖互助本，此本刻印拙劣，搜羅煩雜；五．道藏本，比較接近唐抄本，版本價值較高；六．明清刻本，如明刊《中都四子集》本、清《四庫全書》本，版本價值不大。:14-16